# Dorfkirche Eichwege

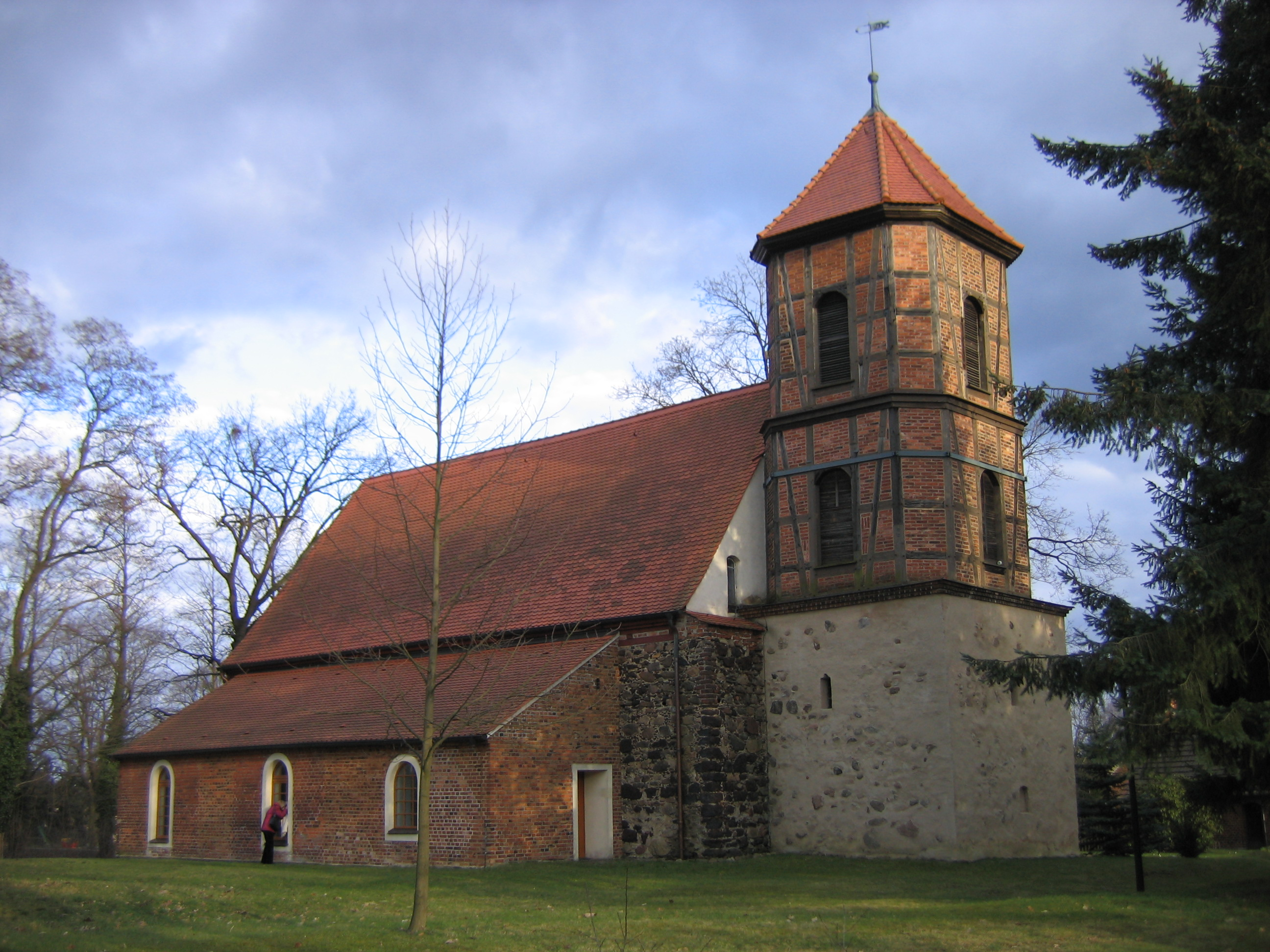
Dorfkirche Eichwege von Nordwesten gesehen (2009)

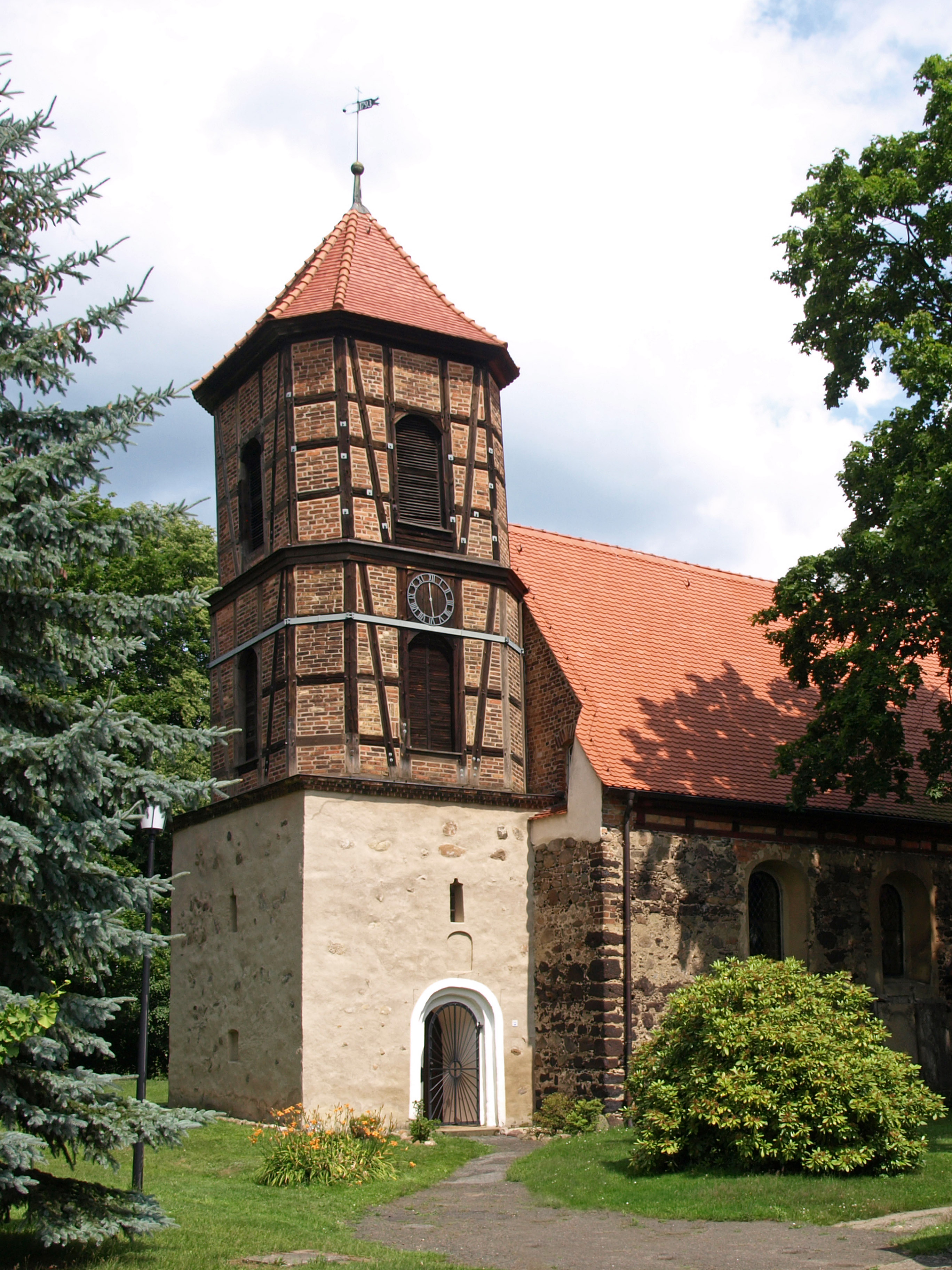
Blick von Süden auf den Kirchturm (2015)

Die Dorfkirche Eichwege (bis 1937/38 Dorfkirche Dubraucke) ist das Kirchengebäude in dem zur Stadt Döbern gehörenden Dorf Eichwege im Landkreis Spree-Neiße im Südosten des Landes Brandenburg. Es gehört zur evangelischen Gesamtkirchengemeinde Spree-Malxe-Tal im Kirchenkreis Cottbus, der Teil der Evangelischen Kirche Berlin-Brandenburg-schlesische Oberlausitz ist. Die Kirche steht unter Denkmalschutz.

## Architektur und Geschichte
Die Dorfkirche ist ein rechteckiger Feldsteinbau aus dem 14. oder 15. Jahrhundert ursprünglich im spätgotischen Stil. Der Westturm ist nur bis zum Turmaufsatz mittelalterlich gehalten. Das Mauerwerk hat eine Stärke von ca. 1,20 Metern. Bei einem ersten Umbau der Kirche zwischen 1693 und 1697 wurden alle Öffnungsformen bis auf die spitzbogig belassene Pforte verändert. Der in Fachwerk gehaltene Aufsatz wurde im Zuge eines weiteren Umbaus der Kirche in den Jahren 1791 und 1792 ergänzt. Dieser weist eine seitliche Neigung auf und ist in sich gedreht. Im 19. Jahrhundert erfolgte weiterhin der Anbau einer Patronatsloge am nördlichen Teil der Kirche sowie an der Südseite einer Sakristei mit Eingangshalle. 1896 erfolgte neben der Kirche der Bau des Pfarrhauses Eichwege, das ebenfalls unter Denkmalschutz steht.
Im Inneren hat die Eichweger Kirche ebenfalls seit dem Ende des 17. Jahrhunderts erfolgten Umbau ein Tonnengewölbe aus Holz sowie eine zweiseitige Empore im Westen und Norden. Die polygonale hölzerne Kanzel wird auf das Jahr 1688 datiert. Der sechseckige Taufstein aus Metallguss stammt aus der Zeit zwischen 1850 und 1875. Die restliche Innenausstattung wurde im 20. Jahrhundert ersetzt. Der ehemalige barocke Altar befindet sich heute in der Friedhofskapelle Tschernitz. Die Orgel in Eichwege wurde um 1900 von der Orgelbaufirma W. Sauer aus Frankfurt (Oder) angefertigt. Außen an der Südseite der Kirche ist ein Figurengrabstein angebracht, nämlich für Carl von Pilgrim (Bilgram) zu Dubraucke († 1600). Weiterhin findet man dort ein Epitaph aus Steinsand für Dietrich Krafft († 1716) mit einer beinahe lebensgroßen Engelsfigur und drei weitere Inschriftgrabsteine aus dem 17. und 18. Jahrhundert. Darunter befindet sich ein Grabdenkmal für zwei Schwestern, geb. von Staupitz, aus dem Hause Rammenau.

## Kirchengemeinde
Die Kirchengemeinde Dubraucke, so der frühere Name, war historisch der Superintendentur Spremberg und später dem Kirchenkreis Spremberg unterstellt. Nach Dubraucke waren ab spätestens 1545 neben dem Ort selbst noch die Nachbardörfer Jerischke (mit Bahren und Zelz), Tschernitz und Wolfshain sowie ab 1766 die neu gegründete Industriegemeinde Friedrichshain eingepfarrt. Nach der Festlegung der Oder-Neiße-Grenze nach dem Zweiten Weltkrieg kam noch der Ort Pusack hinzu, der vorher kirchlich zu Groß Särchen gehört hatte. Bis zum Tod des Pfarrers Basto im Jahr 1860 wurden in der Dorfkirche dreimal im Jahr Gottesdienste in sorbischer Sprache gehalten, seitdem sind die Gottesdienste ausschließlich Deutsch.
Im Jahr 1937 wurde die Gemeinde Dubraucke im Zuge der Germanisierung sorbischstämmiger Ortsnamen in der Lausitz von den Nationalsozialisten in Eichwege umbenannt, wovon auch die Kirchengemeinde und die Dorfkirche betroffen waren. Bis 1945 war die Kirchengemeinde als Teil der Superintendentur Spremberg der Evangelischen Landeskirche der älteren Provinzen Preußens und nach deren Zerfall der Evangelischen Kirche in Berlin-Brandenburg unterstellt. Der Kirchenkreis Spremberg fusionierte am 1. Juli 1998 mit dem Kirchenkreis Senftenberg zum neuen Kirchenkreis Senftenberg-Spremberg. Seit 2004 gehörte dieser zur Evangelischen Kirche Berlin-Brandenburg-schlesische Oberlausitz. Am 1. Januar 2020 wurde der Kirchenkreis Senftenberg Spremberg aufgelöst und die Kirchengemeinde Eichwege gehört seitdem zum Kirchenkreis Cottbus.
Am 1. Januar 2024 schloss sich die Kirchengemeinde Eichwege mit drei weiteren Kirchengemeinden zur Gesamtkirchengemeinde Spree-Malxe-Tal zusammen.